# Südkoreanische Badmintonmeisterschaft 1958
Die Südkoreanische Badmintonmeisterschaft 1958 fand in Seoul statt. Es war die zweite Austragung der nationalen Titelkämpfe von Südkorea im Badminton.

## Titelträger
| Disziplin    | Sieger                     |
| ------------ | -------------------------- |
| Herreneinzel | Park Dae-sung              |
| Dameneinzel  | Lee Myung-ja               |
| Herrendoppel | Park Do-sung Park Dae-sung |
| Damendoppel  | Lee Myung-ja Kim Moon-hi   |
| Mixed        | nicht ausgetragen          |